# Hôtel-Dieu de Provins
L'hôtel-Dieu est un hôpital situé à Provins, en France.

## Localisation
L'hôpital est situé sur la commune à Provins, dans le département français de Seine-et-Marne.

## Historique
L'édifice est inscrit au titre des monuments historiques en 1932.